# Эбни-Гастингс, Барбара, 13-я графиня Лаудон
Барбара Хаддлстон Эбни-Гастингс, 13-я графиня Лаудон (англ. Barbara Huddleston Abney-Hastings, 13th Countess of Loudoun; 3 июля 1919 — 1 ноября 2002) — шотландская дворянка и член Палаты лордов.

## Биография
Родилась 3 июля 1919 года. Старшая дочь Реджинальда Моубрея Чичестера Хаддлстона и Эдит Эбни-Гастингс, 12-й графини Лаудон (1883—1960). Еёе отец взял фамилию её матери. Её старший брат, Иэн Хаддлстон Эбни-Гастингс, титулованный лорд Мохлин (1918—1944), был убит в Италии во время Второй мировой войны, поэтому как старшая сестра Барбара унаследовала графский титул в 1960 году.
24 февраля 1960 года после смерти своей матери Барбара Эбни-Гастингс унаследовала титулы 13-й графини Лаудон (Пэрство Шотландии), 13-й леди Тарринзин и Мохлин (Пэрство Шотландии) и 14-й леди Кэмпбелл из Лаудона (Пэрство Шотландии).
Леди Лаудон была членом Палаты лордов с 1960 по 1999 год, когда право наследственных пэров заседать в Палате лордов было отменено. Она сидела в качестве независимого депутата и была озабочена социальной справедливостью. Она жила в Эшби-де-ла-Зоуч, Лестершир.

## Родословная
По материнской линии она была потомком и наследницей престола Джорджа Плантагенета, 1-го герцога Кларенса. Среди её других известных предков были Мария Тюдор, королева Франции; король Яков IV Шотландский; Уильям Сесил, 1-й барон Берли; и Элис Спенсер, графиня Дерби.

## Браки и дети
Леди Лаудон была замужем трижды. В первый раз она вышла замуж за капитана Уолтера Стрикленда Лорда 5 сентября 1939 года. Развод в 1945 году. У супругов был один ребенок:
- Майкл Эбни-Гастингс, 14-й граф Лаудон (22 июля 1942 — 30 июня 2012), старший сын и и преемник матери.

Её второй брак был 21 ноября 1945 года с капитаном Гилбертом Фредериком Гринвудом (? — 24 мая 1951). У них было двое детей:
- Леди Селина Мэри Эбни-Гастингс (род. 19 декабря 1946), в 1967 году она вышла замуж за Уильяма Ньюмана, от брака с которым у неё было двое детей.
- Достопочтенный Фредерик Джеймс Эбни-Гастингс (род. 29 января 1949)

Её третий и последний брак был заключен 15 сентября 1954 года с Питером Гриффитсом (1 мая 1924 — 2 января 2002). У них было трое детей:
- Леди Маргарет Мод Эбни-Гастингс (род. 10 марта 1956), в 1977 году она вышла замуж за Брайана Питера Ладлоу, от брака с которым у неё было шесть детей.
- Леди Мэри Джой Эбни-Гастингс (род. 18 марта 1957), в 1982 году она вышла замуж за Дэвида джона Флауэрса, от брака с которым у неё было трое детей.
- Леди Клэр Луиза Эбни-Гастингс (род. 8 декабря 1958), в 1988 году она вышла замуж за Питера Уильяма Лейси, от которого у неё было двое детей.

Графиня Лаудон скончалась 1 ноября 2002 года. Ей наследовал её старший сын Майкл Эдвард Эбни-Гастингс.